# Al Qurayyat
Al Qurayyat, ou Gurayat (en arabe : القريات), est une ville située dans la province d'Al Jawf, au nord de l'Arabie saoudite, à 30 km de la frontière avec la Jordanie. 
Cette petite ville, productrice d'olive et de sel, bénéficie d'un grand marché et d'un grand hôpital.

## Tourisme
- Aéroport : Gurayat Domestic Airport
- Autres aéroports : Turaif
- Routes :
  - 85 est : Turaif (120 km), Arar (360), Hafar Al-Batin (920),
  - 85 ouest : Al Hadithat (poste-frontière, 30), Qasr al-Azraq, Amman (Jordanie),
  - 65 sud est : vallée du Wadi as-Shiran, Al Jawf, Sakaka (500).